# Sao Tomé-et-Principe
République démocratique de Sao Tomé-et-Principe
(pt) República Democrática de São Tomé e Príncipe 

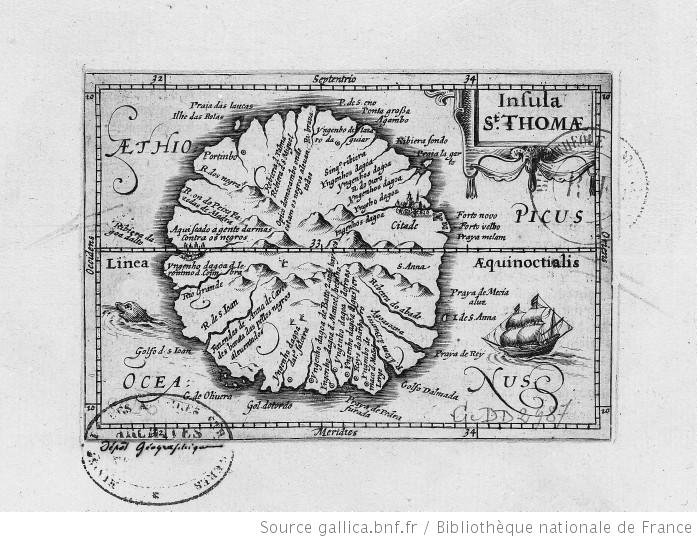
Pierre Bertius, Carte de Sao Tomé, 1600

Sao Tomé-et-Principe, São Tomé-et-Príncipe ou Saint-Thomas-et-l'île du Prince,, en portugais São Tomé e Príncipe, en forme longue la république démocratique de Sao Tomé-et-Principe, est un État insulaire d'Afrique centrale, l'un des plus petits pays d'Afrique. Il occupe un archipel situé dans le golfe de Guinée, à 239 km des côtes du Gabon (São Tomé) et 216 km de la Guinée équatoriale (Principe).
Il est formé de deux îles principales, São Tomé au sud-ouest et Principe au nord-est, se trouvant entre les deux îles équato-guinéennes de Bioko au nord et d'Annobón au sud. L'ensemble du territoire couvre une superficie d'environ 1 000 km2. Le relief volcanique culmine à plus de 2 000 m, le climat est de type équatorial. L'agriculture — et notamment la production de cacao — conserve une place importante, mais l'exploitation attendue des hydrocarbures et le potentiel touristique ont fait naître de grands espoirs dans un pays pauvre, qui reste largement tributaire de l'aide internationale. Sao Tomé-et-Principe est une ancienne colonie du Portugal, indépendante depuis 1975, et sa langue officielle est le portugais.

## Dénomination
En portugais le pays s'écrit São Tomé e Príncipe, se prononce /sɐ̃w̃ tuˈmɛ i ˈpɾĩsɨpɨ/, et signifie littéralement « Saint-Thomas-et-Prince ». La forme longue s'écrit República Democrática de São Tomé e Príncipe en portugais.
Les dénominations « Saint-Thomas-et-Prince » et « Saint-Thomas-et-Île-du-Prince » sont désormais peu usitées en français. L'Organisation des Nations unies, la commission de toponymie de l'Institut national de l'information géographique et forestière et l'Institut national de la statistique et des études économiques français (INSEE) utilisent « Sao Tomé-et-Principe ». Le Petit Robert ainsi que Le Petit Larousse donnent « Sao Tomé-et-Príncipe ». L'Union européenne préconise « São Tomé e Príncipe ».

## Géographie

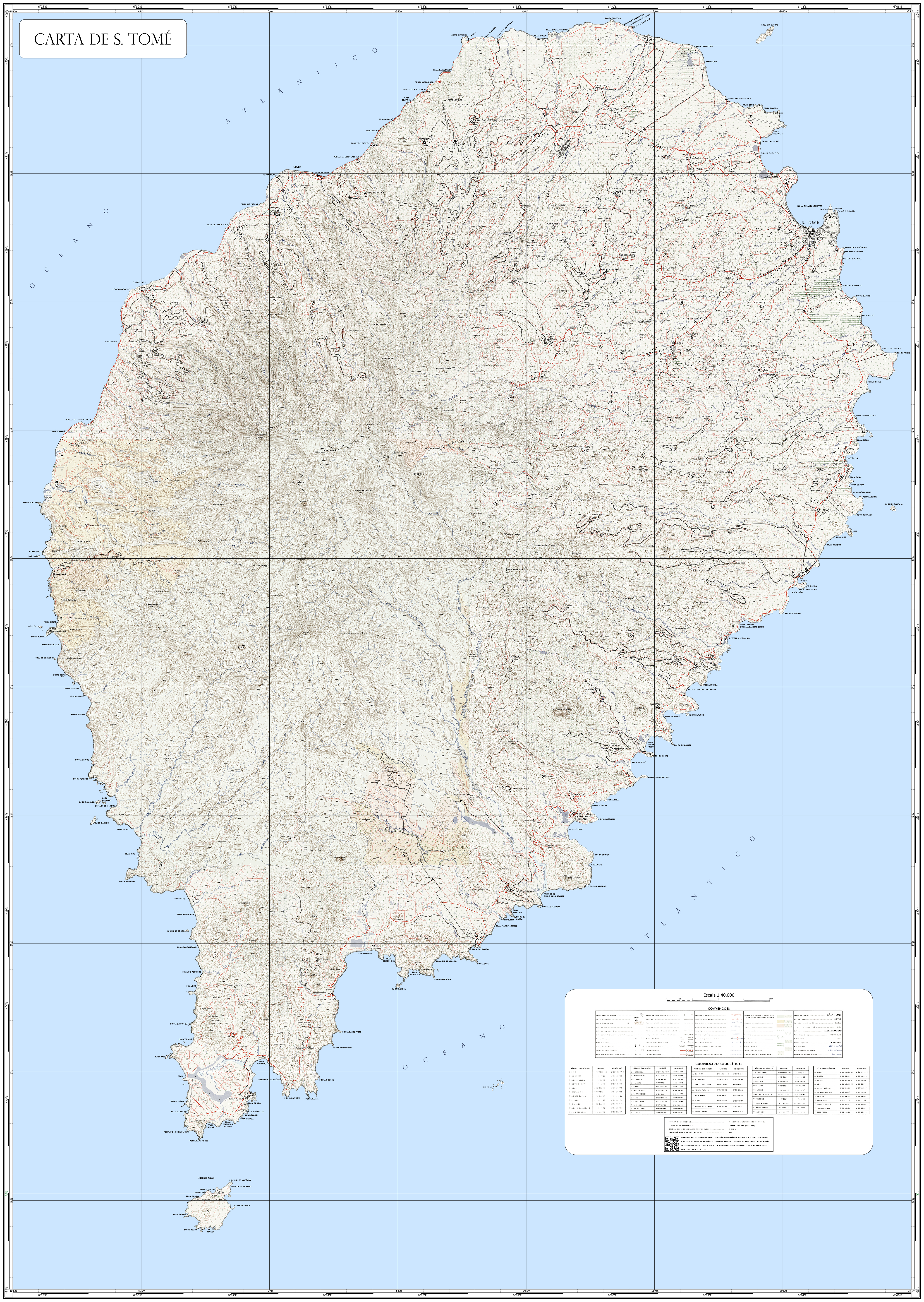
Carte topographique de São Tomé

L’archipel est constitué de deux îles principales (appelées concelhos) d'origine volcanique, São Tomé (850 km2) et Principe (142 km2), ainsi que les petites îles ou îlots environnants de Cabras au nord, de Sete Pedras, de Santana et de Quixibá (pt) à l'est, de Rolas au sud, cette dernière est traversée par la ligne de l'équateur — réputée pour ses voadores, des poissons volants — et Gabado et Coco (pt) à l'ouest. L’archipel couvre une superficie totale de 1 001 km2. L'île de São Tomé est située à 239 km des côtes gabonaises, et l'île de Principe à 216 km des côtes de la Guinée équatoriale. L'équateur passe à 2,13 kilomètres au sud de Ponta Lama Porco (pt), la pointe sud de l'île de São Tomé.
La capitale et principal port du pays est la ville de Sao Tomé (53 000 habitants). L'île principale ne compte qu'une douzaine de villages, principalement dans le nord de l'île.
La distance séparant l'île de Sao Tomé de l'île de Principe est de 152 km.
Le point culminant du pays est le Pico de São Tomé (2 024 m). On note également la présence de deux parcs naturels (zones de conservation) d'une surface totale de 295 km2, soit 30 % de la superficie de l'archipel.
Ce pays est l'un des plus petits d'Afrique, avec le territoire des Seychelles, un autre archipel, plus réduit encore.

## Histoire

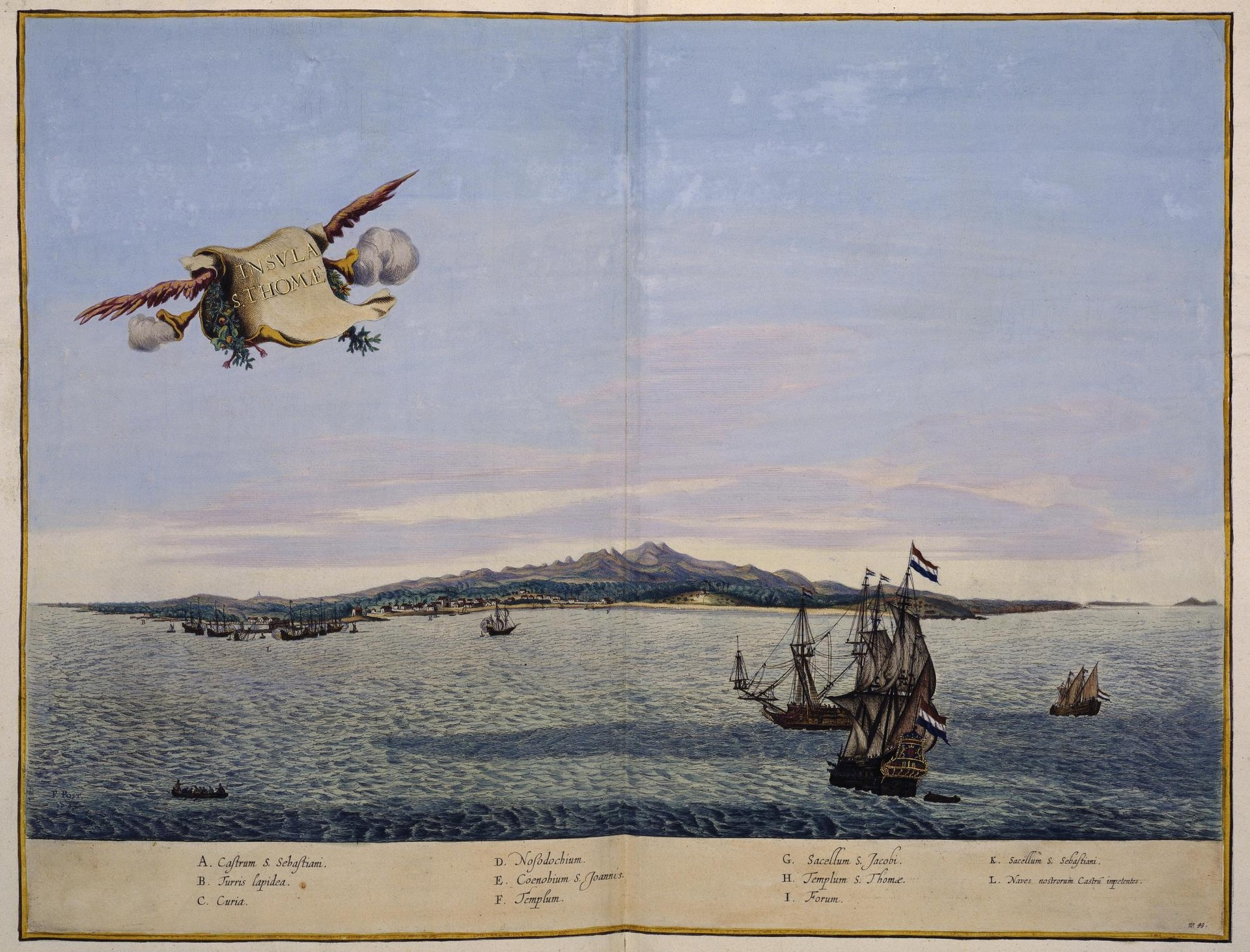
Prise de São Tomé par Cornelis Jol de la Compagnie néerlandaise des Indes occidentales en 1641.

L'île de São Tomé, alors inhabitée, est découverte le jour de la saint Thomas, le 21 décembre 1470, par les navigateurs portugais João de Santarém et Pedro Escobar.

### Débuts du commerce triangulaire de la traite négrière
Au cours du XVe siècle, des colons portugais viennent s'y installer, notamment des nouveaux chrétiens, chassés par l'Inquisition, en ayant en ligne de mire le royaume du Kongo, accessible en six jours sur les côtes atlantiques plus au sud.
Les premiers contacts avec Nzinga Nkuwu, le souverain de ce royaume, s'étant déroulés pacifiquement, les Portugais mettent progressivement en place des échanges diplomatiques et commerciaux tripartites impliquant le royaume du Kongo, São Tomé et Elmina en Côte de l'Or (actuel Ghana), pays du peuple akan. Les produits manufacturés (étoffes, verroterie, alcool, armes à feu, etc.) en provenance de Porto ou Lisbonne étaient échangés contre des esclaves provenant des contrées lointaines ou des royaumes vaincus. Ces derniers étaient ensuite acheminés via São Tomé, vers Elmina et troqués contre de l'or pour servir de main d’œuvre dans les mines d'extraction du métal précieux. Ce sont les prémices du commerce triangulaire.
Pour défricher et mettre en valeur les riches terres volcaniques de l'île de Sao Tomé, avec la culture de canne à sucre, les Portugais font venir en masse des côtes du royaume du Kongo, près de 4 000 captifs par an. L'île de São Tomé est ainsi le théâtre de la première expérimentation la plus rentable de l'histoire sous les tropiques : la plantation de canne à sucre. Les colons ne rétribuaient, n'habillaient, ne logeaient, ni ne nourrissaient ces esclaves qui travaillaient plus de 14 heures par jour. Ces esclaves le faisaient d'eux-mêmes dans la luxuriante île.
Ce commerce a institué des relations tendues entre maîtres et populations noires initialement libres, réduites en captivité qui, sous l'effet de la démographie, dépassent largement en nombre leurs maîtres et se révoltent en formant des organisations de résistance appelés « Mocambo ». Pour contrer cette supériorité numérique, les Portugais encouragent les croisements entre hommes blancs avec des femmes noires pour donner naissance aux Forros (ou Filhos da terra), en leur inculquant des valeurs européennes, de manière qu'ils défendent les intérêts de la population blanche. Ce métissage est souvent le fruit de rapport de domination, de violences, de viol entre maîtres et esclaves.
Les Filhos da terra, mulâtres, nouvelle élite commerciale, se mettent à faire des razzias auprès des populations du Royaume kongo, y compris des nobles issus du lignage royal, afin de satisfaire l'explosion de la demande en esclaves, ce qui cause le désarroi d'Alphonse Ier du Kongo Nzinga Mvemba. Celui-ci écrit au roi Jean III du Portugal, pour dénoncer les abus de la traite, vaine tentative car la traite négrière est désormais indispensable à l’économie coloniale.
Avec la découverte du Brésil par Pedro Alvares Cabral le 23 avril 1500, le troc se transforme en commerce triangulaire et prend une ampleur insoupçonnée. Bien qu'ayant toujours comme objectif premier, la quête de l'or, les Portugais estiment désormais que la traite négrière, la culture de canne à sucre ou d'épices peuvent valablement la remplacer.
À partir de 1516, afin de fournir la main d’œuvre pour cultiver les vastes espaces du nouveau continent, les Portugais basés à São Tomé deviennent les intermédiaires incontournables dans l'approvisionnement des esclaves auprès des royaumes africains et leur acheminement vers le Brésil et les Caraïbes, en faisant escale dans les îles santoméennes. La traite négrière devient ainsi la première source d'enrichissement de la couronne et des élites portugaises.
En 1595, un captif né sur l'île, nommé Amador et autoproclamé « roi de São Tomé », prend la tête d'une insurrection d'esclaves et embrase l'île. Les Forros ne parviennent à réprimer la révolte qu'au bout d'un an. L'instigateur Amador est pendu en 1596 sur la place publique. L'expérience santoméenne ayant montré ses limites, les Portugais décident de transférer leur modèle éprouvé de l'autre côté de l'Atlantique en démontant les moulins, les usines à sucre et les fours pour les reconstruire au Brésil, sans oublier les esclaves qui détiennent le savoir-faire agricole, abandonnant ainsi l'île à elle-même.
En 1620, le Portugal est le maître incontesté du commerce mondial par sa maîtrise de la mer au travers des caravelles, et de la traite négrière. Il a déjà déporté plus de 300 000 captifs et est rapidement imité par les autres pays européens (Angleterre, Hollande, Espagne, France, etc.).

### Période post-esclavagiste
En 1876  l'esclavage est aboli sur l'archipel.
Le développement de l'archipel est très lent durant et après la période coloniale : au lendemain de la Seconde Guerre mondiale, aucun lycée n'a encore été ouvert.
En 1953, la répression de la révolte de Batepá, provoquée par les brutalités liées au travail forcé, fait entre 100 et 1 000 victimes selon les sources pour une population estimée à l'époque à 60 000 habitants.

### République démocratique
L'archipel acquiert son indépendance le 12 juillet 1975 après la signature d'un accord à Alger, à la suite d'un vaste mouvement de grèves et de mutineries en septembre 1974, avec le président Manuel Pinto da Costa qui installe alors un régime marxiste fondé sur un parti unique, le Mouvement pour la libération de Sao Tomé-et-Principe. Plusieurs milliers de colons portugais émigrent au Portugal, ce qui prive le jeune État de presque tous ses cadres. Les plantations de cacao, qui représentent l'essentiel des exportations, sont nationalisées, mais la situation économique ne s’améliore guère. Le gouvernement obtient cependant des résultats importants en matière d’éducation et le taux d'alphabétisation devient l'un des plus élevés d'Afrique. La première Conférence nationale souveraine, ayant pour objectif le retour au multipartisme, en Afrique, est celle  de Sao Tomé et Principe du 5 au 7 décembre 1989, deux mois avant le Bénin. En 1990, le multipartisme est instauré et le pays s'ouvre à la démocratie. Le chef de l'opposition, Miguel Trovoada, est élu président et met en œuvre sous la pression des institutions financières internationales des mesures économiques impopulaires qui déclenchent des mouvements de grève. Malgré des tentatives de putsch, le régime démocratique reste en place et connaît des alternances politiques.

### Tentative de coup d'État de 2022
Dans la nuit du jeudi 24 au vendredi 25 novembre 2022, une tentative de coup d’État est organisée dans la capitale par un groupe de douze soldats dirigé par quatre personnes, dont le président de l’Assemblée nationale sortante, Delfim Neves, et Arlecio Costa, un ancien mercenaire du bataillon Buffalo, déjà impliqué dans un projet de putsch en 2009. Elle échoue et les putschistes sont arrêtés après s’être attaqués au quartier général de l’armée, précise plus tard le Premier ministre Patrice Trovoada dans une vidéo authentifiée et envoyée à l’Agence France-Presse (AFP) à Libreville, au Gabon: « Je veux rassurer tout le monde, les forces armées ont la situation sous contrôle », y déclare le chef du gouvernement, « Il y a eu une tentative de coup d’État qui a débuté autour de 0 h 40 et (…) s’est terminée peu après 6 heures du matin », ajoute-t-il, en précisant que les forces armées ont « subi une attaque dans une caserne ».
Le 27 novembre 2022, les autorités de l'archipel annoncent un premier bilan de la tentative de putsch. Quatre personnes sont mortes des suites de leurs blessures: trois assaillants qui avaient pris d’assaut le quartier général de l’armée et l’opposant et ancien mercenaire Arlecio Costa. Dans ce contexte trouble, le procureur général ouvre deux enquêtes: la première concernant l’attaque du QG de l’armée, la seconde sur des faits de « meurtre » et de « torture » contre des auteurs présumés de la tentative de coup d’État. Le gouvernement exhorte alors les services hospitaliers à « préserver correctement les corps » des victimes, ajoutant qu’une « équipe internationale », comprenant un médecin légiste, se rendra l’archipel pour appuyer les équipes d’enquêteurs, en particulier venue du Portugal, l'ancienne puissance coloniale. Toutefois, des zones d'ombre planent toujours sur l'enquête et des accusations d'exactions sont émises après la diffusion d'images de prisonniers attachés et exécutés dans le quartier général de l’armée sur les réseaux sociaux. De son côté le chef d’état-major de l’armée santoméenne, le général de brigade Olinto Paquete, précise ne pas pouvoir expliquer l'origine de ces photos: « Nous enquêtons pour savoir d’où elles viennent. Notre but est que les individus soient interrogés et que, grâce à eux, nous sachions ce qui s’est passé. Dès les premières heures d’une attaque, tout est possible. Mais après, nous avons la lucidité de vouloir préserver l’État de droit ». Par ailleurs, le président de la Communauté économique des Etats de l’Afrique centrale (CEEAC), Gilberto da Piedade Verissimo, et Abdou Abarry, représentant spécial en Afrique centrale et chef du bureau de l’ONU pour l’Afrique centrale, effectuent une « mission d’information » les 26 et 27 novembre 2022 dans l’archipel. Tous deux condamnent la tentative de putsch et se déclarent solidaires de São Tomé, tout en jugeant inacceptables les images de personnes torturées et tuées qui ont circulé. « Pour un pays de paix et de consensus, qu'il y ait une tentative de coup d'État n'est pas acceptable », déclare notamment Abdou Abarry, et d'ajouter concernant les photos diffusées « Ce que nous avons visualisé dans les médias est tout autant inacceptable. Nous sommes venus exprimer notre solidarité face à cette situation terrible ». L’ONU promet elle aussi son aide dans l’enquête, mais également dans la consolidation de la démocratie santoméenne. De son côté, le président de la Commission de l'Union Africaine, Moussa Faki Mahamat condamne fermement la tentative de coup d'État dans un communiqué publié sur le compte Twitter de l'Organisation,.

## Politique

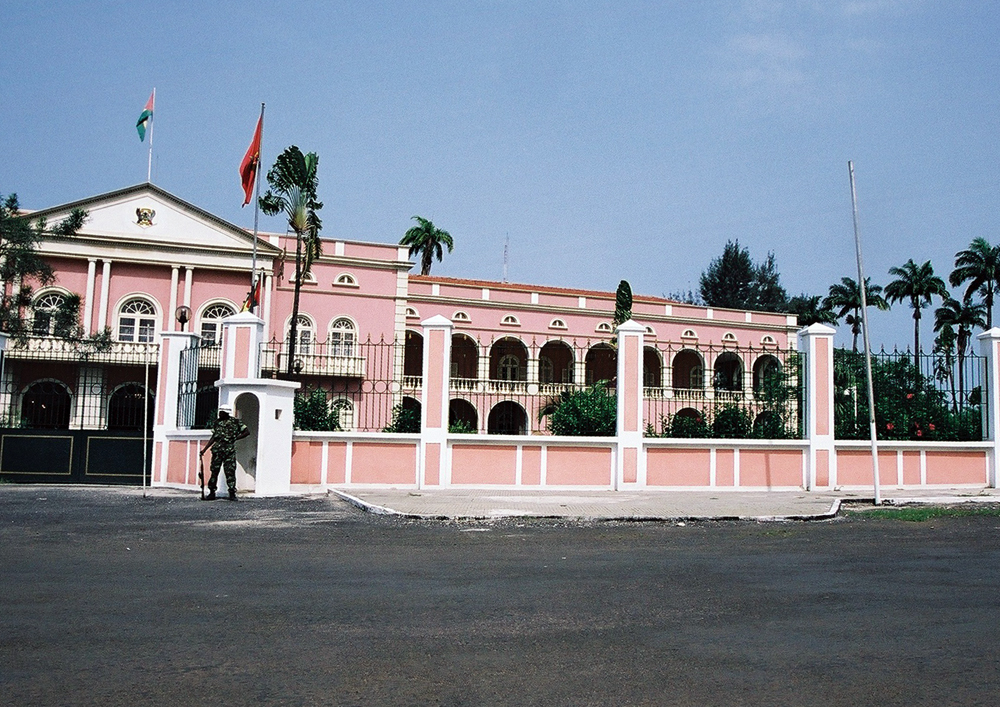
Le palais présidentiel.

En vertu de la Constitution du 10 septembre 1990, São Tomé-et-Principe constitue une république parlementaire démocratique et pluraliste. Depuis les élections législatives de 1991, le pays a connu de nombreuses alternances entre le Mouvement pour la libération de Sao Tomé-et-Principe – Parti social-démocrate (MLSTP-PSD), ancien parti unique, et deux partis du centre, le Parti de convergence démocratique – Groupe de réflexion (PCD-GR), puis l'Action démocratique indépendante (ADI).
Le pouvoir se partage entre :
- le président de la République, élu pour cinq ans au suffrage universel direct et rééligible une fois ;
- le Premier ministre, élu pour quatre ans au suffrage universel direct et rééligible une fois ;
  - le gouvernement, composé de ministres et secrétaires d'État nommés par le président sur proposition du Premier ministre ;
- l'Assemblée nationale, composée de 55 députés élus pour quatre ans.

| Fonction                            | Titulaire | Titulaire          | Titulaire | Depuis           |
| ----------------------------------- | --------- | ------------------ | --------- | ---------------- |
| Président de la République          |           | Carlos Vila Nova   | ADI       | 2 octobre 2021   |
| Premier ministre                    |           | Patrice Trovoada   | ADI       | 10 novembre 2022 |
| Présidente de l'Assemblée nationale |           | Celmira Sacramento | ADI       | 8 novembre 2022  |

## Subdivisions
Sao Tomé-et-Principe est divisée en deux provinces, subdivisées en sept districts. La première province, celle de Sao Tomé, correspond à l'île du même nom et est composée de six districts. La seconde, la province de Principe, correspond elle aussi à l'île homonyme et ne compte qu'un seul district, Pagué.
Principe constitue un territoire auto-gouverné, dont le président est Filipe Nascimento depuis 2020.

## Économie

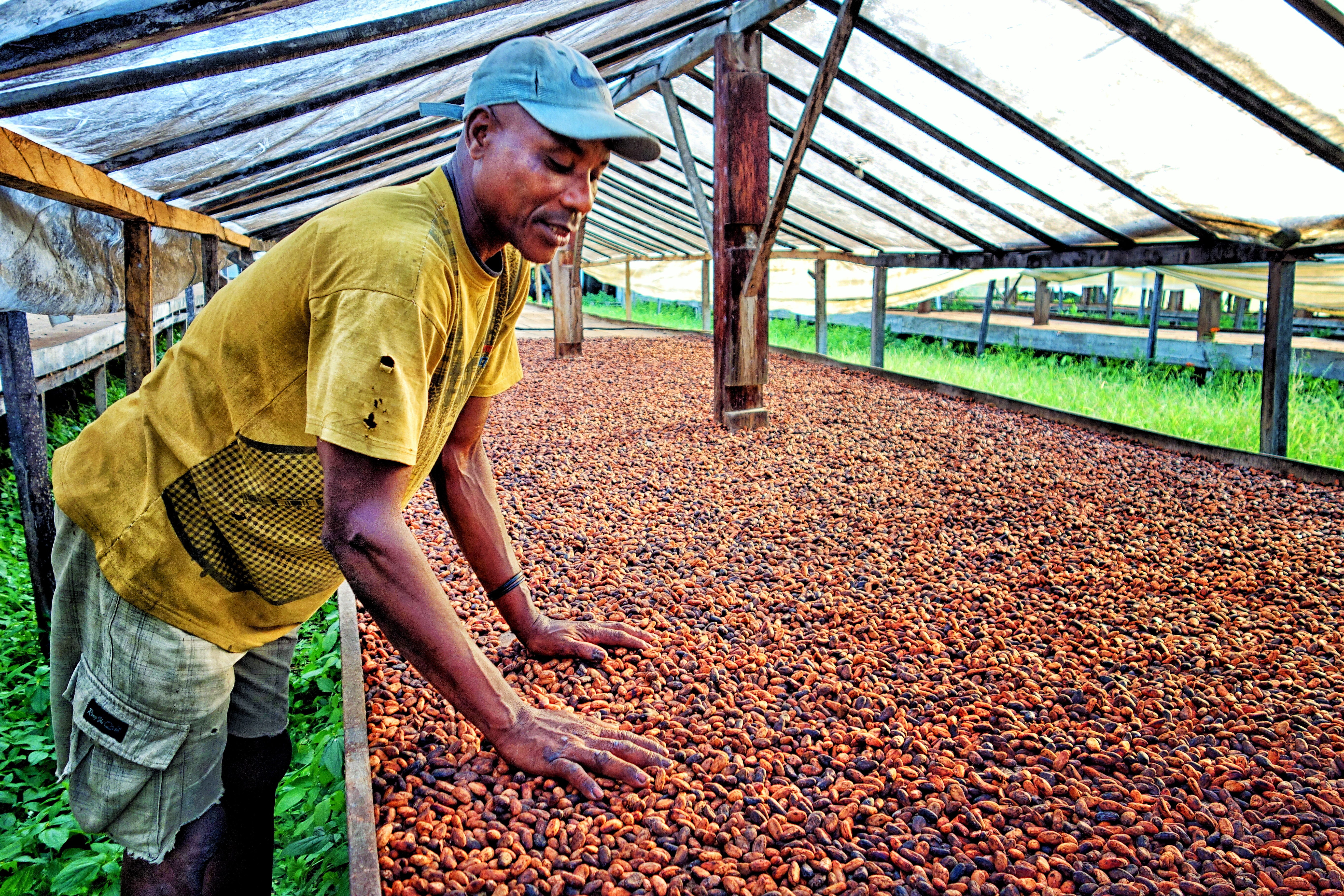
Caféiculture.

Exportations de marchandises (2002) : 6 millions $US
Importations de marchandises (2002) : 25 millions $US
Solde de la balance des paiements (2002) : — 5 millions $US
Population active par secteur (2001) : pas de statistiques
- PIB : 53 millions $US
- PIB par habitant : 390 US $
- Croissance du PIB réelle : 5 %
- Inflation (2006) : 22 %
- IDH (2021) : 0,618, 138e au niveau mondial[4]

São Tomé-et-Principe est considéré comme étant l'un des pays les plus pauvres et les plus endettés du monde (PPTE). 50 % du PIB est assuré par l'aide internationale.
Le pays ne fait plus partie des pays les moins avancés depuis décembre 2024 (PMA).
Sao Tomé-et-Principe est un pavillon de complaisance.
La découverte de pétrole devrait toutefois changer de façon radicale l’économie de São Tomé-et-Principe.
- Les réserves seraient de deux milliards de barils[21].
- Cet archipel de plus de 200 000 habitants (estim. 2009) est au centre d’une lutte entre Taïwanais, Américains et Chinois.
- Les États-Unis auraient l’idée d’y établir une base militaire[20].
- São Tomé était l’un des derniers alliés de Taipei en Afrique, jusqu'au rapprochement officiel avec Pékin en 2016[22].

Dans les dernières années, des efforts ont été entrepris pour développer le tourisme.
L'île de São Tomé est dotée d'un aéroport, l'aéroport international de São Tomé à São Tomé. Principe possède également un aéroport, l'aérodrome de Principe.

## Démographie

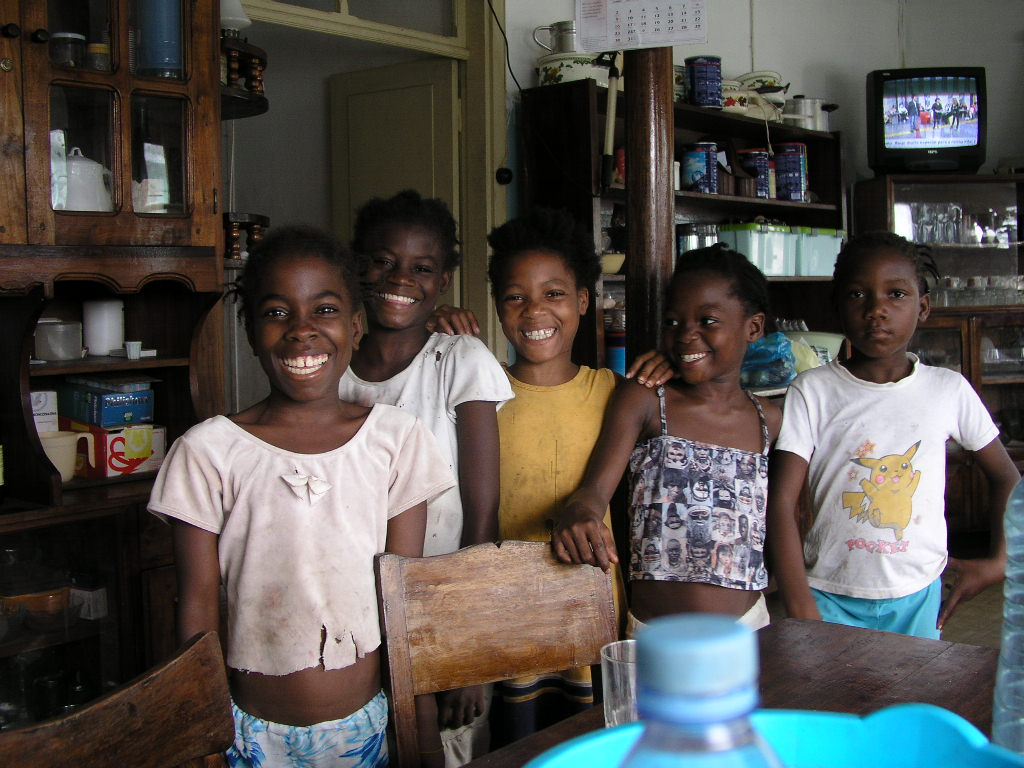
Enfants de Sao Tomé.

Au moment du recensement de 1950, la population de l'archipel était de 60 159 personnes, dont 1 152 Blancs, 4 300 métis, 54 697 Noirs, un Chinois et neuf Indiens.
En juillet 2009, la population totale est estimée à 212 679 habitants par le The World Factbook, mais seulement 160 821 par l'Institut national de statistiques de Sao Tomé-et-Principe. On peut y distinguer six groupes :
- les métis, descendants d'esclaves amenés au début de l'ère coloniale et d'Européens ;
- les Angolares, souvent des pêcheurs, dont la tradition dit qu'ils seraient les descendants de rescapés d'un naufrage de 1540 ;
- les Forros (ou Filhos da terra), les descendants d'esclaves affranchis au moment de l'abolition de l'esclavage ;
- les serviçais, des travailleurs contractuels en provenance d'Angola, du Mozambique ou du Cap-Vert ;
- les Tongas, issus d'unions entre serviçais et Forros ;
- les Européens, surtout des Portugais.

La langue officielle est le portugais, mais les Santoméens parlent aussi des langues créoles, telles que le forro, l'angolar ou le principense.
São Tomé, la capitale, compte 53 300 habitants et Santo António est peuplé de 8 000 habitants.
En 2009 l'espérance de vie à la naissance est estimée à 68,32 ans, ce qui classe le pays au 149e rang mondial. Elle est de 66,65 ans pour les hommes et de 70,04 ans pour les femmes.
Selon le recensement de 2001, le taux d'alphabétisation chez les personnes âgées de 15 ans et plus est de 92,2 % pour les hommes et de 84,9 % pour les femmes.
Selon le recensement de 2012, la population de l'archipel était de 187 356 personnes.

## Culture

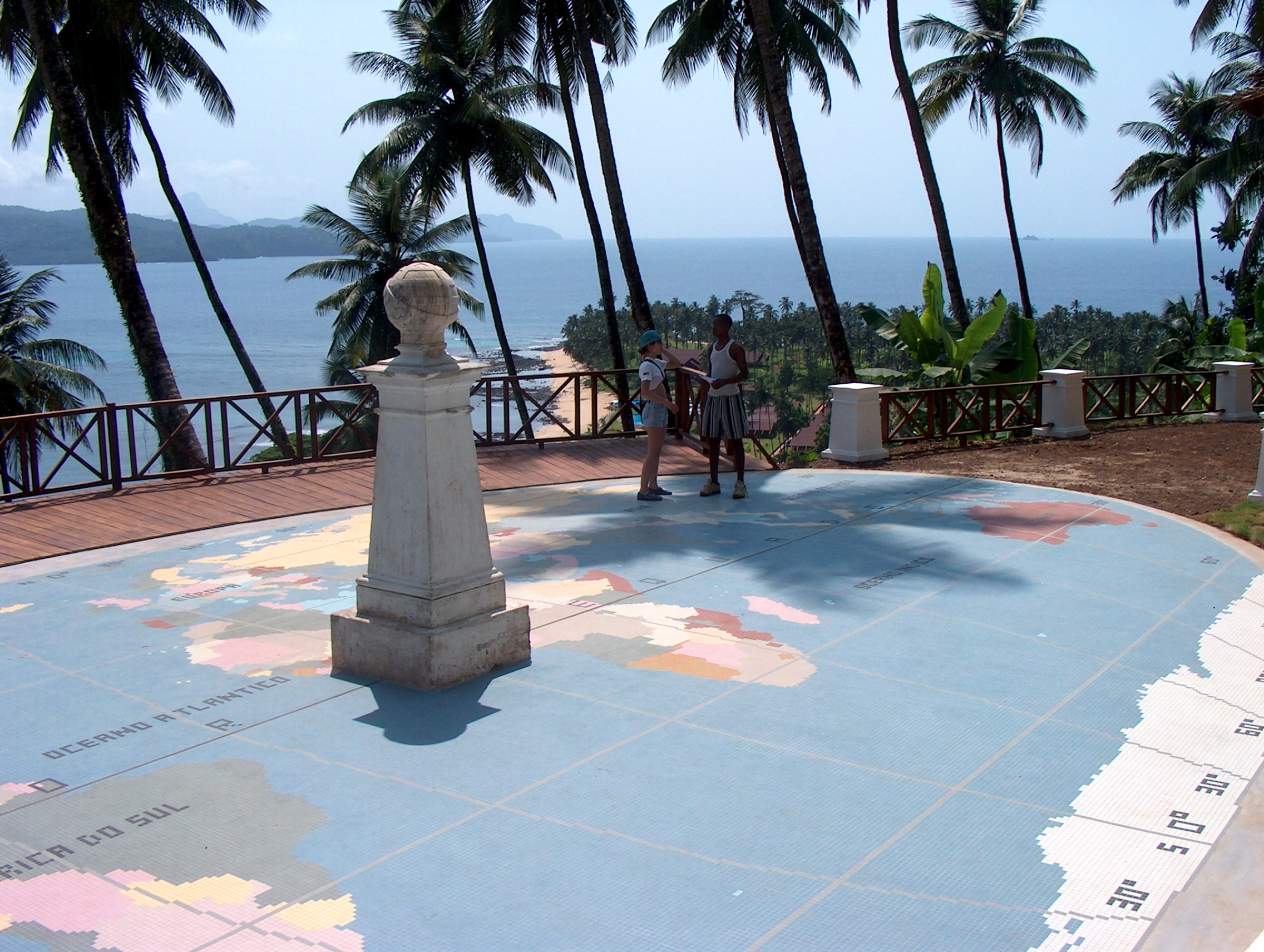
Monument symbolisant l'équateur sur l'île de Rolas.

Le musée national de São Tomé-et-Principe, logé dans l'ancien fort São Sebastião construit en 1575, reflète les origines africaines et portugaises de la culture santoméenne. La poétesse Alda do Espírito Santo (1926-2010), dirigeante nationaliste, plusieurs fois ministre et présidente de l'Assemblée nationale, est l'auteur des paroles de l'hymne national, Independência total.
| Date         | Nom français                      | Nom local                         | Remarques                                                          |
| ------------ | --------------------------------- | --------------------------------- | ------------------------------------------------------------------ |
| 1er janvier  | Jour de l'an                      | Ano novo                          |                                                                    |
| 4 janvier    | Fête du roi Amador                | Rei Amador                        | En l'honneur d'Amador qui conduisit une révolte d'esclaves en 1595 |
| 3 février    | Fête des martyrs de la Libération | Martires da Liberdade             | Commémoration du massacre de Batepá en février 1953                |
| 1er mai      | Fête du Travail                   | Internacional do Trabalhador      |                                                                    |
| 12 juillet   | Fête nationale                    | Dia nacional                      |                                                                    |
| 6 septembre  | Jour des forces armées            | Forças armadas                    |                                                                    |
| 30 septembre | Jour des nationalisations         | Nacionalizações                   |                                                                    |
| 21 décembre  | Fête des accords d’Alger          | Acordo de Argel                   |                                                                    |
| 25 décembre  | Noël                              | Natal ou également Dia da família |                                                                    |

| Date     | Nom français                 | Nom local          | Remarques |
| -------- | ---------------------------- | ------------------ | --------- |
| 22 avril | Fête de la ville de Sao Tomé | Cidade de São Tomé |           |

| Date     | Nom français   | Nom local         | Remarques |
| -------- | -------------- | ----------------- | --------- |
| Février  | Carnaval       |                   |           |
| Avril    | Vendredi saint | Sexta-feira Santa |           |
| Avril    | Pâques         | Pascoa            |           |
| Novembre | Jour des morts | Finados           |           |

### Religion

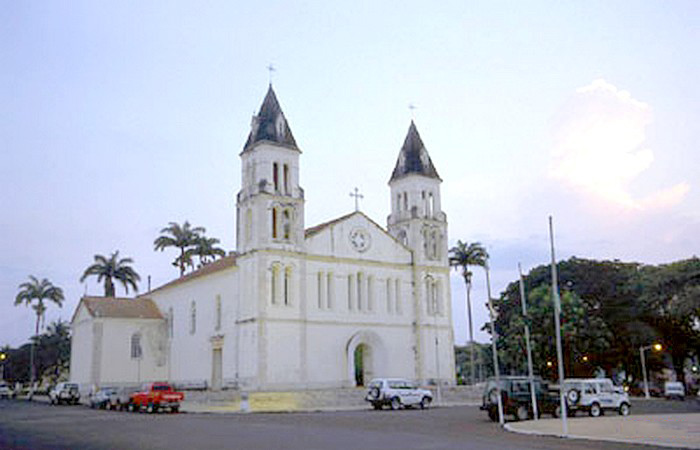
La cathédrale de Sao Tomé.

Le pays est marqué de longue date par la colonisation portugaise : le diocèse de São Tomé-et-Principe a été créé dès 1534 par détachement de celui de Funchal (Madère). Les habitants sont aujourd'hui très majoritairement chrétiens, avec les catholiques qui représentent plus de 80 % de la population et les protestants (15 %). Selon une source épiscopale, en 2004, ils étaient 121 931 sur une population totale de 138 000, soit 88,4 %.
D'après un rapport de 2002, 3 % des habitants sont musulmans mais il n'y a ni mosquée ni école coranique connue dans l'archipel (en 2010).